# Temps de travail

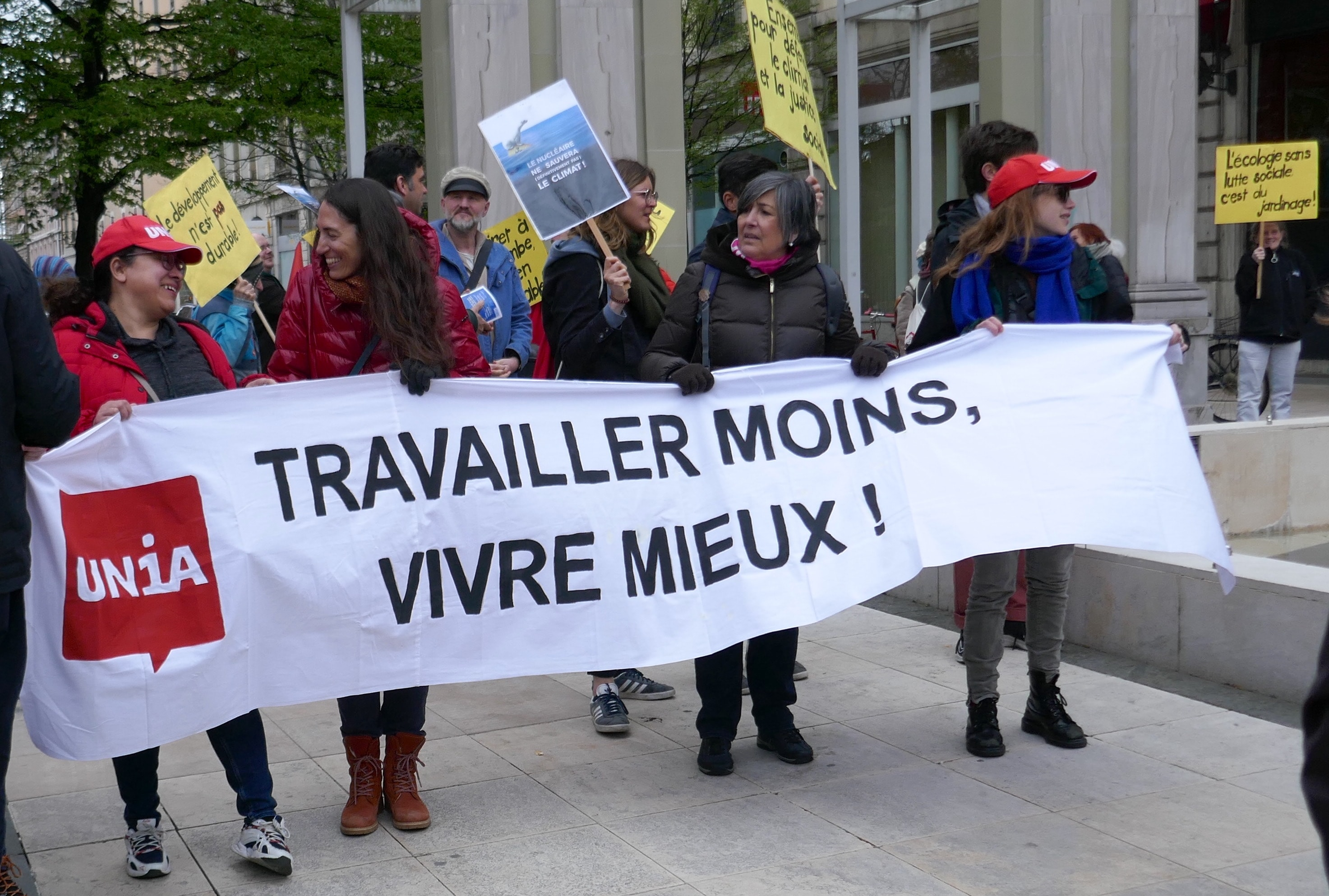
Bannière « Travailler moins, vivre mieux ! », lors d'une manifestation (Suisse, 2022).

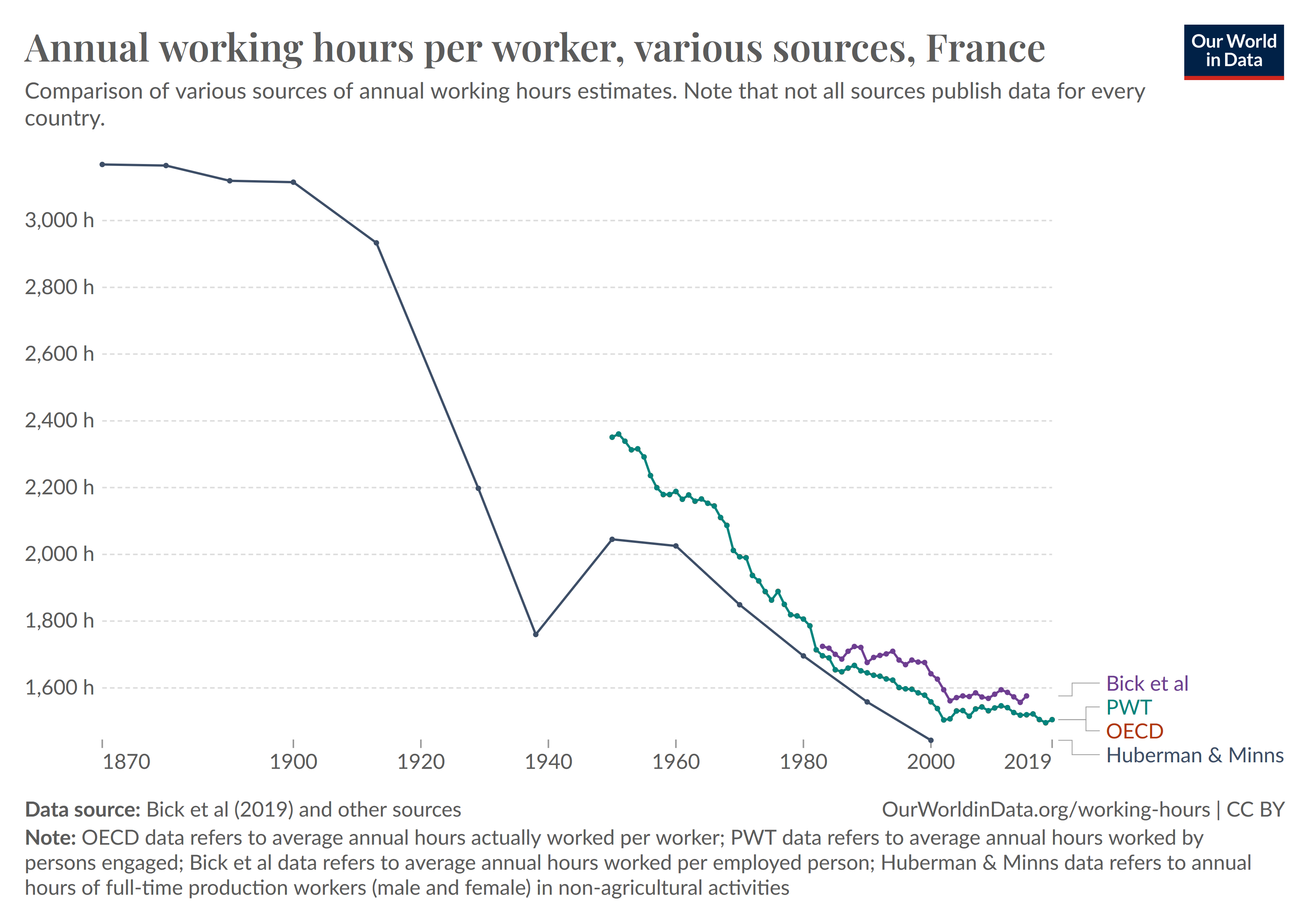
Temps de travail annuel par travailleur en France

Le temps de travail qualifie et mesure la durée pendant laquelle une personne travaille à titre professionnel.

## Mesure et définition

### Définition
L'Union européenne (UE) définit le temps de travail comme toute période durant laquelle le travailleur, dans l'exercice de son activité ou de ses fonctions, est à la disposition de l'employeur conformément à la législation et à la pratique nationales.
Pour être mesuré et facilement comparé, le « temps de travail » est rapporté à une période de référence :
- il peut être mesuré en nombre d'heures travaillées dans une journée ;
- rapporté à la semaine, il s'exprime en jours ou en heures ;
- rapporté à l'année, il est mesuré en heures travaillées ou mesuré en nombre de jours travaillés pendant l'année.

### Durée légale de travail
La limitation du temps de travail est affirmée par l'article 24 de la Déclaration universelle des droits de l'homme et l'article 7 du Pacte international relatif aux droits économiques, sociaux et culturels, comme le droit au travail.
La durée légale de travail est une notion propre à chaque pays. Elle est souvent cadrée par une loi par l'État (loi sur les 35 heures en France, par exemple). L'État peut aussi limiter légalement le temps de travail effectif, en restreignant les contingents d’heures supplémentaires en deçà desquels les employeurs sont libres d’ordonner des heures supplémentaires et au-delà desquels ils doivent demander l’autorisation à l’inspection du travail.
Certains pays, notamment la Grande-Bretagne sont réticents à légiférer[réf. souhaitée], préférant laisser les employés et les employeurs négocier entre eux le temps de travail hebdomadaire.
Dans l’Union Européenne, la directive 2003/88/CE sur le temps de travail fixe des exigences minimales auxquelles tous les États membres doivent se conformer. L’objectif de la directive est de protéger la santé et la sécurité des personnes car de nombreux arrêts cardiaques sont provoqués par un excès de travail, comme l'atteste une étude conjointe de l’OMS et du BIT.

## Question du temps au travail
L'historien François Jarrige souligne en 2021 qu'« il faut […] rappeler que longtemps en Europe on ne compte pas le temps et on travaille tant qu’il le faut. L’uniformisation horaire est tardive et avant le XIXe siècle c’est souvent la position du soleil qui détermine les heures »,. Mais déjà au Moyen Âge, la question des horaires de travail et de leur respect existe.
Selon les historiens Corine Maitte et Didier Terrier, la question du temps en lien avec le travail est récurrente,. Selon François Jarrige commentant leur ouvrage Les Rythmes du labeur. Enquête sur le temps de travail en Europe occidentale, XIVe – XIXe siècle en 2021 : « depuis Karl Marx et Max Weber, la rationalité temporelle a en effet été considérée comme une caractéristique fondamentale du capitalisme moderne ». D'autres penseurs se sont également penchés sur le rôle du temps ou les manières dont il est considéré, en lien avec le travail, tels que Lewis Mumford, qui appuie l'importance du temps dans la période industrielle, ou Edward Palmer Thompson, qui souligne l'importance croissante de la « mesure par le temps » dans cette même période — à la différence de l'estimation plus ancienne du travail à la tâche, — qui avait pourtant déjà lui-même des contraintes en termes de temps.
Le temps de travail est un élément complexe à étudier car il peut être étudié sur différentes temporalités et rythmes (journée, semaine, mois, saison, année…), mais aussi selon différents métiers et situations, groupes professionnels, régions du monde, périodes, enjeux, etc.,,. Plusieurs autres éléments influent sur lui, tels que l'activité et ses variations, la forme du travail (à la tâche, à façon…), le rôle de l’État, l'encadrement, la rémunération, la mécanisation et ses impacts, etc.. Et cet ensemble d'éléments fait que le temps de travail annuel d'un individu peut être très différent de celui d'un autre, et que les moyennes faites sur de grands ensembles cachent parfois des réalités très diverses,,. De plus, la question de ce qui est considéré comme du travail se pose, par exemple pour les corvées dans l'Ancien régime, l'esclavage, les activités des femmes (hors des manufactures), l'emploi des enfants, etc.. Enfin, certaines personnes ont des emplois stables, d'autres des emplois journaliers, hebdomadaires, saisonniers, etc. et variables en termes d'activités, ce qui fait que le calcul d'un temps de travail annuel, par exemple, n'a pas le même sens pour tous, voire pas de sens pour les plus précaires.
En outre, en ce qui concerne les lois, il peut y avoir des différences entre ce qu'elles énoncent et leur mise en application,.
Par ailleurs, selon Corine Maitte et Didier Terrier commentés par François Jarrige, la durée imposée du travail peut être vue comme un outil de mise au pas et domination du travailleur ; par ailleurs, l'exploitation au maximum de ce temps limité peut entraîner une densification du travail,. Cette dernière peut elle-même engendrer davantage de fatigue et d'usure pour le travailleur qui y est soumis.
Enfin, si l'on regarde dans le détail, les évolutions du temps de travail ne sont pas aussi linéaires qu'on se le représente souvent,,.

## Histoire du temps de travail

### Avant l'ère industrielle
Le temps de travail au sein de l'ère pré-industrielle est une donnée difficile à appréhender. Pour les civilisations de chasseurs-cueilleurs, il serait de l'ordre de 5 heures par jour. Dans les civilisations agricoles de l'Europe médiévale, le temps de travail était mesuré en journées et donc variait selon la saison et le lieu. Le début et la fin du travail furent longtemps rythmés par les heures canoniales sonnées à tierce (9h) et none (15h) par les églises.
Les journaliers travaillaient généralement moins d'heures par an que maintenant mais sur un cycle moins régulier. Leur temps de travail excédait les normes modernes pendant la haute saison quand le surcroît de travail était utile mais se réduisait durant les saisons creuses. Les fêtes religieuses étaient nombreuses, et les périodes chômées pouvaient s'étendre de 8 semaines jusqu'à la moitié de l'année,,.
La notion de temps de travail au sens moderne apparaît au XIVe siècle Pour Jacques le Goff, on passe à cette époque du « temps de l’Église » au « temps des marchands ».
Le christianisme s’est emparé du rapport au temps remplaçant le temps naturel des saisons et du soleil. La crainte du Jugement dernier et l’espérance d’accéder la vie éternelle étaient utilisés par l’Église qui enjoignait les fidèles à ne pas perdre leur temps pour leur préparation au Salut. La perte de temps devient alors un péché et les ouvriers chrétiens sont invités à travailler davantage afin d’accéder au Paradis. Ainsi, selon le « Disciplina degli spirituali » de Domenico Cavalca, l’oisif est semblable aux animaux car il ne maîtrise pas son temps.
Les corporations se distinguent du temps naturel et du temps religieux avec le temps “artificiel”. Ces dernières adoptent tantôt une organisation du temps de travail en fonction de la journée naturelle et tantôt des journées fixes pour les apprentis (sans prise en considération du temps solaire). Dès que le réseau marchand s’est développé, le temps du travail devient un véritable objet de mesure et prend en compte la durée de temps de voyage ainsi que les prix. La durée de travail et sa réglementation deviennent de plus en plus précis au fur et à mesure que les marchands commencent à rechercher du profit. Il est donc possible d’observer le passage d’une société organisée sur les temps de l’Église à une société dans laquelle les ambitions des marchands règlent le rapport au temps.

### Révolution industrielle
L’avènement de l’industrialisation dans les années 1800 va entraîner un mouvement de réduction du temps de travail qu’Alain Supiot définit comme “l’acte fondateur du droit du travail”. Pourtant, cette limitation du temps de travail ne débute qu’à partir de 1841 par d’importantes lois aux effets relatifs. Avec la Révolution industrielle, le temps de travail est désormais dicté par l'exigence d'une utilisation continue des machines.
Les entreprises qui veulent rentabiliser au maximum des équipements coûteux imposent des conditions de travail très dures à une main-d'œuvre bon marché. À la fin du XVIIIe siècle et au début du XIXe siècle, la durée de la journée de travail d'un ouvrier est de plus de 10 heures dans la plupart des pays industrialisés : les registres indiquent que les cadences peuvent atteindre 12 à 16 heures par jour, souvent six jours par semaine. Les avancées techniques du début du capitalisme et les stimulants coloniaux comme le café, le thé et le sucre rendent possible un travail de 70 heures par semaine et par personne.
Elle peut également aller jusqu'à 12 ou 14 heures pour les employés de boutique.
Les premières réglementations sur le temps de travail concernent le travail des enfants, aussi employés à l’usine où ils effectuent les tâches subalternes dans les mêmes mauvaises conditions que les adultes. On trouve ainsi des enfants dans les cotton mills du Nord de l’Angleterre, dans les docks et les ateliers textiles des États-Unis ou dans les filatures françaises.
En Angleterre, le Factory Act de 1833 interdit, dans l’industrie textile, le travail des enfants de moins de 9 ans et limite le temps de travail journalier en fonction de l’âge (10 heures pour les enfants de 9 à 14 ans, 12 heures pour ceux entre 14 et 18 ans) ; cette loi n’est élargie à l’ensemble des activités qu’en 1853.
En France, Louis René Villermé publie son Tableau de l’état physique et moral des ouvriers, qui montrent des conditions horribles de travail des enfants. Charles Dupin écrit Du travail des enfants en 1840, ce qui mène à la loi du 21 mars 1841 portant l’âge minimum à 8 ans. La journée de travail des enfants de 8 à 12 ans est de maximum 8 heures avec un temps de repos. De 12 à 16 ans, la limite est à 12 heures de travail et jusqu’à 13 ans il est interdit de travailler de nuit. La scolarisation est rendue obligatoire jusqu’à 12 ans, mais ces mesures n’ont que peu d’effet. Ceci a été possible car il y a un manque de moyens mis en place pour le contrôle et l’inspection des usines. Pour éviter de nouvelles dépenses budgétaires, la France met en place des commissions gratuites d’inspecteurs bénévoles chargés de donner à leur mission un caractère bienveillant pour ne pas effrayer les manufacturiers.
Aux États-Unis, certains États industriels comme le Connecticut ou le Massachusetts limitent la durée de travail à dix heures quotidiennes en 1843.
En France, le décret du 2 mars 1848 de la deuxième république légifère le temps de travail sans distinction d’âge ni de sexe. Il s’agit d’une généralisation de la protection car les mesures vont s’appliquer pour les hommes comme les femmes. La journée de travail est réduite à 11 heures en province et à 10 heures à Paris. La mesure restera assez symbolique car dénuée de sanction. Elle est modifiée le 9 septembre 1848 pour une journée de travail de 12 heures effectives. Cette notion rallonge le temps de travail car cela exclut les pauses et certains travaux de préparation ou d’entretien. De plus, le décret du 17 mai 1851 vient mettre en place un certain nombre de dérogations qui autorisent par exemple les heures supplémentaires et l’absence de prise en compte des temps de nettoyage dans la durée effective de travail.
En réponse à la seule invocation du « droit au travail » de 1848, le socialiste français Paul Lafargue, gendre de Karl Marx, rédige en 1880 son pamphlet Le Droit à la paresse pour réintroduire et justifier comme objectif dans les revendications la baisse substantielle du temps de travail.
Une vingtaine d’années plus tard, un nouveau mouvement de réforme commence en France avec la loi du 19 mai 1874 qui vient légiférer sur le travail des enfants et des filles mineures. Il s’agit de modifier et améliorer le texte de 1841. La loi interdit le travail avant 12 ans. La distinction est faite entre les filles et les garçons mineurs entre 16 et 21 ans après la catégorie des enfants de moins de 16 ans. Cette catégorisation permet d’étendre les règles des moins de 16 ans aux filles mineures comme le dimanche ou les règles autour du travail de nuit. La loi met aussi en place une inspection spécifique qui ne sera composée que de quinze fonctionnaires.
En Angleterre, une nouvelle législation sur le travail des enfants arrive en 1878 avec le Factory and Workshop Act. Il s’agit de renforcer la protection des enfants de 10 à 14 ans.
À la fin du XIXe siècle en Europe, l’âge minimum est encore de 9 ans en Italie, 10 ans au Danemark, 12 ans en Allemagne et aux Pays-Bas mais de 14 ans en Suisse. Le travail de nuit, les dimanches et les jours fériés est interdit avant 16 ans dans de nombreux pays. L’âge minimum pour la descente dans les mines est en général d'un ou deux ans plus élevés. La durée de travail est ramenée à 6 heures en Angleterre avant 14 ans, 8 heures en Italie et 12 heures en Belgique.
Le travail de nuit est un sujet de préoccupation grandissant du XIXème siècle. Dès 1796, en Angleterre, le constat est fait au tour de la région de Manchester que les usines de filatures avaient massivement recours au travail de nuit. En France, la critique du travail de nuit des enfants commence vers les années 1830 avec notamment le rapport de Villermé. Si le travail de nuit est une question qui devient de plus en plus prioritaire parce qu'il s’agit de critiquer le bruit qu’il engendre dans la ville au repos, argument datant déjà du Moyen Âge pour certaines activités. Il faut attendre 1880 pour que la question soit clairement abordée et que l’on envisage de renforcer la législation autour des enfants, jeunes filles et femmes. La Revue d’hygiène et de police sanitaire parle de fatigue déplorable pour les hommes et de dépérissement anémique pour les femmes.
La législation sur le travail de nuit est faite au tour des individus jugés faibles : enfants, jeunes filles et femmes. Il faut d’ailleurs constater que le travail de nuit des femmes est, depuis la loi du 9 mai 2001, autorisée dans un dessein d’égalité. Les premières législations sont en Angleterre et dans la Confédération de l’Allemagne du Nord. En France dès 1841, le travail des moins de 13 ans la nuit est interdit. Les lois de 1874 et 1892 veulent mieux encadrer le travail de nuit mais de nombreuses dérogations sont prévues. La croissance dans les villes va créer des métiers qui opèrent principalement la nuit comme les porteurs de falots, ceux qui ramassent les ordures, les voyages de nuit. Il y a un vrai roulement dans les temps de travail entre ceux qui travaillent de jour et ceux qui s’occupent la nuit d’activités invisibles,.

### Lutte pour la journée de 8 heures

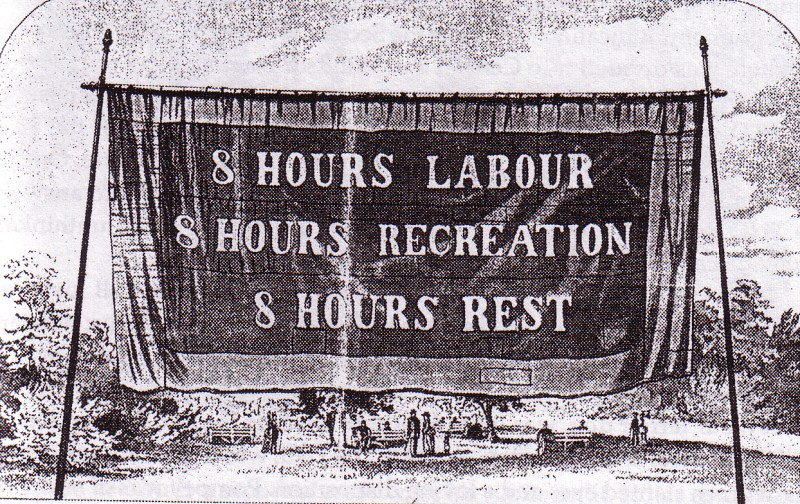

La journée internationale des travailleurs, célébrée mondialement le 1er mai, commémore les morts liés à une grève en 1886 à Chicago pour travailler 8 heures par jour. À son congrès de 1904, la Confédération générale du travail (CGT) fait sienne la revendication de la journée de 8 heures. Elle lance la première grève nationale pour l'obtenir en mai 1906. Malgré de nombreux arrêts de travail, la revendication n'est pas satisfaite, mais elle gagne en popularité.
À l'exception de l'Australie, à la veille de la Première Guerre mondiale, la durée légale du travail dans les pays industrialisés, quand elle existe, est toujours de 10 heures, voire 12 ou 14 heures en France. Le 3 juillet 1916, cependant, ce pays limite à 10 heures la journée de travail des femmes âgées de 18 à 21 ans.
En 1917, lors de la Révolution d'octobre, le gouvernement bolchevique instaure la journée de 8 heures et la semaine de 48 heures.
C'est durant l'entre-deux-guerres que cette législation se met en place dans les pays industrialisés dans la crainte de l'extension de la révolution bolchevique et qu'émerge l'idée d'une législation internationale. Le nouveau gouvernement allemand s’engage en novembre 1918 à adopter une loi limitant à 8 heures le temps de travail. En France, sur proposition du gouvernement Clemenceau, le Sénat ratifie le 23 avril 1919 la loi des huit heures et fait du 1er mai une journée chômée.
L'Organisation internationale du travail, fondée en 1919, s'inspire de cette loi pour sa convention no 1 sur la durée du travail.
En 1936, le Front populaire vote les 40 heures hebdomadaires. Le temps de travail dans la plupart des pays industrialisés descend jusqu'à environ 40 heures après la Seconde Guerre mondiale. Ce n'est, cependant, qu'en 1978 que le temps de travail hebdomadaire effectif des ouvriers atteindra ce niveau. Ainsi, en France, dans les années 1950 et 1960, alors que la durée légale est de 40 heures, les durées effectives moyennes oscillent entre 45 et 46 heures hebdomadaires.
En France, la loi de transformation de la fonction publique d'août 2019 prescrit qu'au sein de la fonction publique et des collectivités, à partir du 1er janvier 2022 pour les communes et leurs intercommunalités et un an plus tard pour les départements et les régions, un agents publics (à temps complet) doit normalement effectuer 1.607 heures/an de travail. En 2023, un écart moyen de 8 heures/an est constaté par rapport à la durée légale, écart qui s'explique par "la persistance de dérogations" accordées aux agents pour tenir compte de la nature des missions, d'horaires atypiques ou décalés, ou encore de travaux pénibles ou dangereux.

### Expérimentation de la semaine de quatre jours
À partir des années 2010, plusieurs gouvernements européens expérimentent la semaine de travail de quatre jours ou font part de leur intérêt pour cette mesure :
- en Islande, à l'initiative de la mairie de Reykjavik et du gouvernement Gunnlaugsson, 2 500 Islandais (soit 1 % de la population) travaillent 35 h par semaine (au lieu de 40) sur quatre jours, de 2015 à 2019, sans changement de salaire : depuis, les syndicats négocient pour diminuer le temps de travail[37] ;
- en Écosse, la Première ministre Nicola Sturgeon et le Parti national écossais s'engagent, durant la campagne des élections législatives écossaises de 2021, à financer une expérience pilote à hauteur de 10 millions de livres sterling (11,8 millions d’euros) ;
- en Irlande, le gouvernement du 33e Dáil dirigé par Micheál Martin annonce qu'il va financer des travaux de recherche sur les impacts de la semaine de quatre jours et en parallèle, au moins 20 entreprises du pays testent la formule à partir de février 2022 ;
- en République tchèque, la Première ministre socialiste Jana Maláčová envisage la semaine de quatre jours comme une perspective pour 2030 ;
- en Espagne, le gouvernement Sánchez II consacre 50 millions d’euros à une expérimentation de trois ans dans 200 entreprises ;
- en Belgique, le gouvernement De Croo étudie la question en souhaitant garder la durée hebdomadaire à 38 heures (soit une durée de travail quotidienne de 9 h 30)[38].

La mesure s'accompagne parfois d'une baisse de rémunération, comme dans certaines entreprises espagnoles qui l'expérimentent, ou en Allemagne où un accord conclu en 2018 avec le syndicat de la métallurgie IG Metall donne le choix de travailler 28 heures pendant deux années plutôt que 35 heures.
En France, la mesure est défendue par la CGT, le Parti communiste français et La France insoumise.

## Impact du temps de travail

### Sur l'économie
Le « temps de travail » est une quantité qui peut être mesurée pour un individu ou de manière agrégée pour une société. Dans ce dernier cas, une durée légale de travail hebdomadaire de 40 heures implique que les individus salariés dans la société sont empêchés ou fortement découragés à travailler davantage que 40 heures par semaine. Par exemple, les heures supplémentaires doivent être payées beaucoup pour décourager les employeurs d'autoriser à travailler des employés plus que la durée légale.
Certains États laissent libres les individus de choisir eux-mêmes leur temps de travail. Cela peut conduire à des temps horaires très importants, qui peuvent signifier que l'employé est simplement enthousiaste pour son travail, et il ne s'agit pas d'une cause collective. L'important reste que le temps de travail effectué soit volontaire et non imposé. Ainsi, un temps de travail subi trop important représente une baisse des loisirs et peut également représenter un problème de santé publique.
La plupart des pays industrialisés ont un temps de travail moyen situé entre 30 et 40 heures par semaine, en dehors des périodes de vacances, qui durent généralement entre 3 et 5 semaines payées (5 en France). Par exemple, aux États-Unis et au Canada, seules deux semaines de congés payés sont obligatoires et si davantage de congés sont pris, ils ne sont pas payés.
L'existence d'un lien empirique à long terme entre durée du travail et niveau du chômage est controversée. La croyance en une demande de travail fixe est connue sous le nom de mythe d'une quantité fixe de travail.
Certains pays, tels que la France avec la loi sur les 35 heures, ont imposé des limites plus ou moins restrictives au temps de travail, entre autres afin de combattre le chômage. L'efficacité de ces mesures a permis de créer environ 350 000 emplois entre 1998 et 2002 ; elle a été remise en cause en 2007 par la diminution du coût des heures supplémentaires,.
Au Royaume-Uni, des économistes proposent d'abaisser la durée du travail à 20 heures par semaine. En France, le collectif Roosevelt 2012 arguant d'une productivité 23 % supérieure en France par rapport à la moyenne de la zone euro et d'une productivité horaire multipliée par 2,7 depuis 1970 propose une baisse sensible du temps de travail. Pierre Larrouturou, un des initiateurs du collectif, milite activement pour la semaine de 4 jours (ou 32 heures).

### Sur la santé
Un temps de travail trop élevé peut être la cause des problèmes de santé liés à la fatigue, au stress. Un rapport américain des Centres pour le contrôle et la prévention des maladies a passé en revue un certain nombre d'études sur les effets du travail sur la santé et note une augmentation du risque de blessure, de maladies et de la mortalité dans la plupart des études en cas d'heures supplémentaires. Une autre étude a mis en évidence qu'un temps de travail élevé a des impacts négatifs sur les fonctions cognitives (vocabulaire ou raisonnement).

### Sur l'environnement
Dans son rapport de 2021 intitulé « Stop the clock » (arrêter l’horloge), l’association britannique Platform estime que la génération de la semaine de quatre jours sans réduction de salaire permettrait de réduire l’empreinte carbone du pays de 21,3 %, en raison notamment de la baisse des trajets domicile-travail, de la baisse de la consommation d’électricité des entreprises (bien plus énergivores que les foyers) et de l'augmentation du temps libre permettant de recourir à des modes de consommation plus sobres.
En juin 2020, les membres de la Convention citoyenne pour le climat française rejettent à 65 % la proposition de « réduire le temps de travail sans perte de salaire dans un objectif de sobriété et de réduction de gaz à effet de serre » (de 35 à 28 heures de travail hebdomadaires) : de nombreux intervenants se sont notamment inquiétés de ses conséquences économiques et de l’image que son adoption donnerait de leurs travaux.

## Comparaison des durées effectives du travail

### Travail salarié

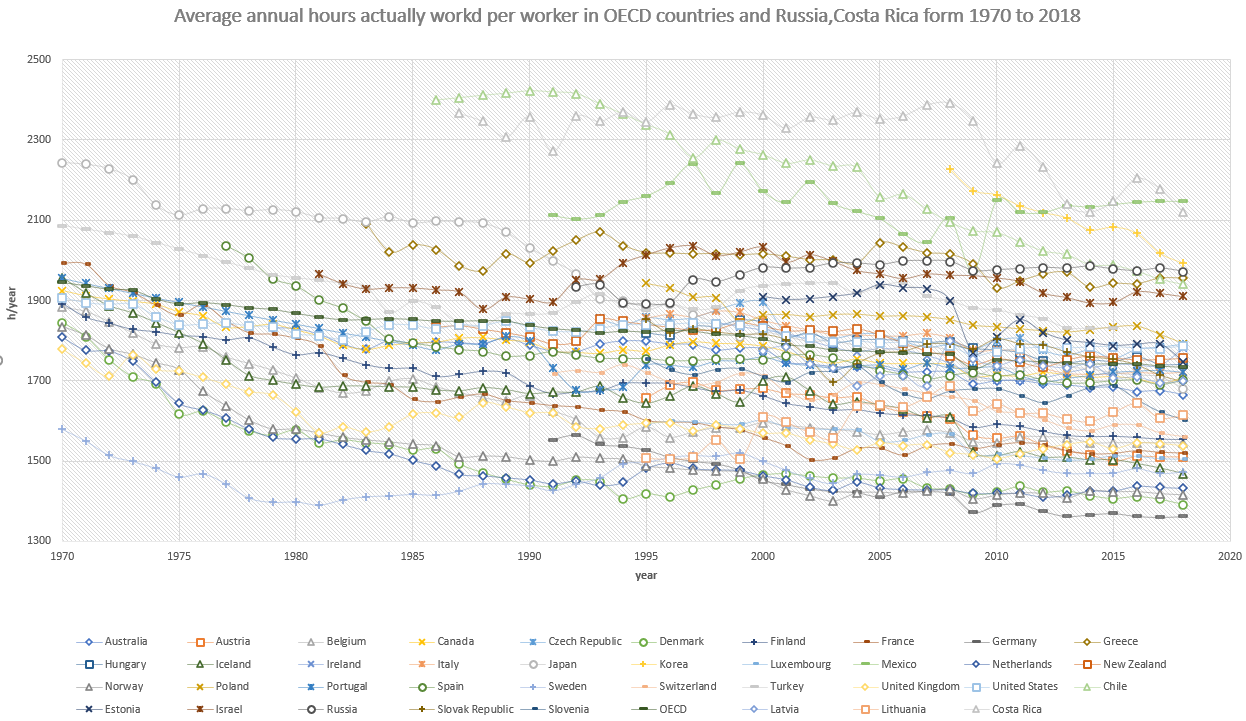
Nombre d'heures travaillées par les salariés dans les pays de l'OCDE entre 1970 et 2011. Source: http://stats.oecd.org/Index.aspx?DataSetCode=ANHRS OCDE

La tendance dans l'ensemble des pays de l'OCDE est à une diminution du temps de travail. En 2013, les pays ayant le plus faible nombre d'heures travaillées par travailleur étaient les Pays-Bas (1380 h), l'Allemagne (1388 h), la Norvège (1408 h), le Danemark (1411 h) et la France (1489 h). Les pays ayant le plus grand nombre d'heures de travail étaient le Mexique (2237 h), la Corée du Sud (2163 h), la Grèce (2037 h), le Chili (2015 h), la Russie (1980 h). En moyenne, le temps de travail dans les pays de l'OCDE était de 1770 h.
En 2014, les trois pays de l'OCDE ayant le plus faible nombre d'heures travaillées par travailleur sont l'Allemagne (1 366 heures), les Pays-Bas (1 420 heures) et la Norvège (1 427 heures).
| Pays               | Heures travaillées en 2003 | Heures travaillées en 2013 | Tendance |
| ------------------ | -------------------------- | -------------------------- | -------- |
| Pays-Bas           | 1 401                      | 1 380                      | -21      |
| Allemagne          | 1 436                      | 1 388                      | -48      |
| Norvège            | 1 401                      | 1 408                      | +7       |
| Danemark           | 1 462                      | 1 411                      | -51      |
| France             | 1 484                      | 1 489                      | +5       |
| Slovénie           | 1 724                      | 1 547                      | -177     |
| Belgique           | 1 581                      | 1 570                      | -11      |
| Suisse             | 1 627                      | 1 585                      | -42      |
| Suède              | 1 582                      | 1 607                      | +25      |
| Autriche           | 1 786                      | 1 623                      | -163     |
| Luxembourg         | 1 651                      | 1 643                      | -8       |
| Espagne            | 1 719                      | 1 665                      | -54      |
| Finlande           | 1 719                      | 1 666                      | -53      |
| Royaume-Uni        | 1 674                      | 1 669                      | -5       |
| Australie          | 1 743                      | 1 676                      | -67      |
| Islande            | 1 811                      | 1 704                      | -107     |
| Canada             | 1 739                      | 1 706                      | -33      |
| Portugal           | 1 768                      | 1 712                      | -56      |
| Japon              | 1 799                      | 1 735                      | -64      |
| Italie             | 1 826                      | 1 752                      | -74      |
| Nouvelle-Zélande   | 1 820                      | 1 760                      | -60      |
| Moyenne OCDE       | 1 812                      | 1 770                      | -42      |
| Slovaquie          | 1 698                      | 1 770                      | +72      |
| République tchèque | 1 815                      | 1 772                      | -43      |
| États-Unis         | 1 800                      | 1 788                      | -12      |
| Irlande            | 1 887                      | 1 815                      | -72      |
| Turquie            | 1 943                      | 1 832                      | -111     |
| Israël             | 1 974                      | 1 867                      | -107     |
| Estonie            | 1 985                      | 1 868                      | -117     |
| Hongrie            | 1 978                      | 1 883                      | -95      |
| Pologne            | 1 984                      | 1 918                      | -66      |
| Russie             | 1 993                      | 1 980                      | -13      |
| Chili              | 2 235                      | 2 015                      | -220     |
| Grèce              | 2 112                      | 2 037                      | -75      |
| Corée du Sud       | 2 424                      | 2 163                      | -261     |
| Mexique            | 2 277                      | 2 237                      | -40      |

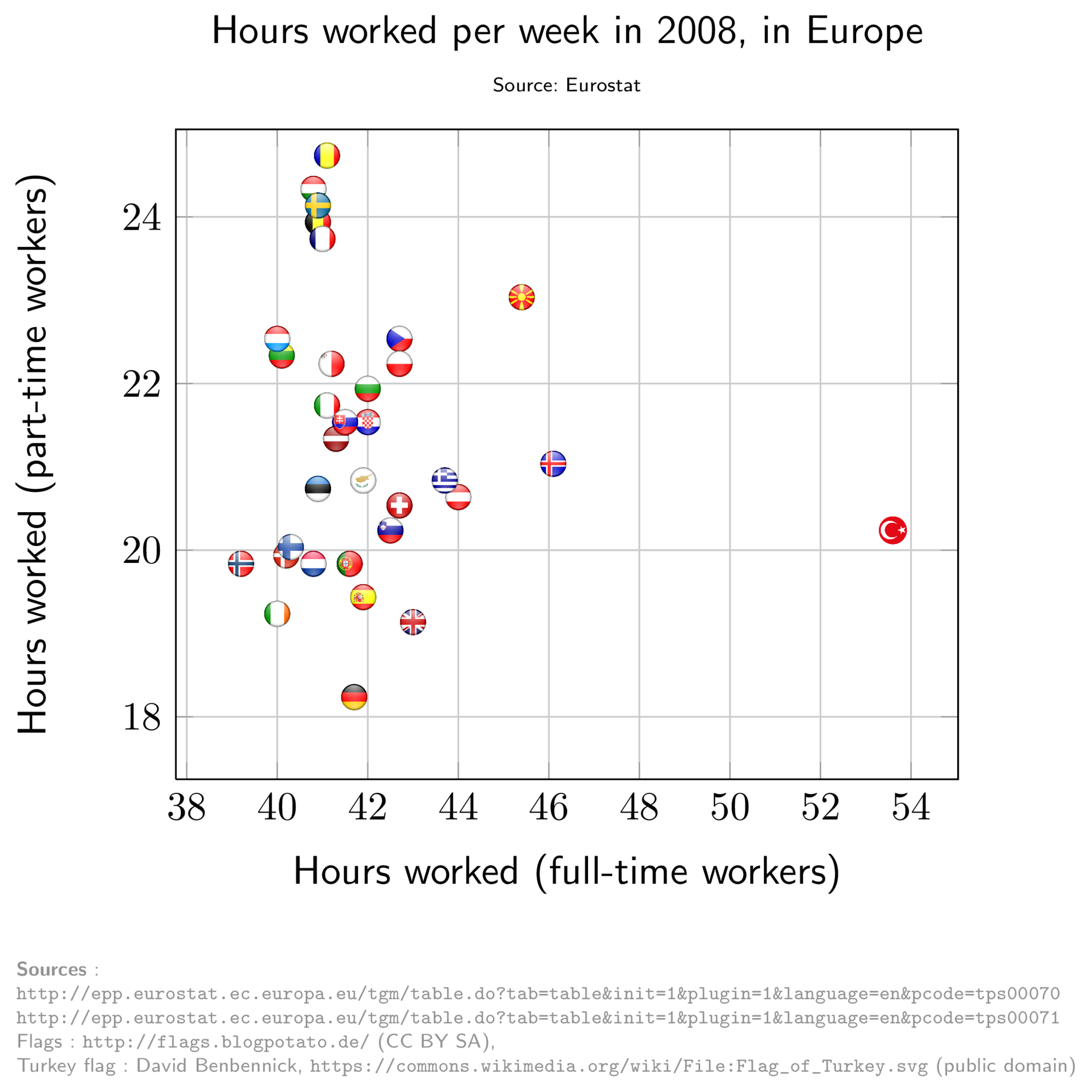
Nombre d'heures travaillées par semaine dans les pays d'Europe en 2008, pour les travailleurs à temps plein et à temps partiel. Source : Eurostat (temps plein, temps partiel)

Ces moyennes globales masquent des disparités entre les personnes travaillant à temps plein ou à temps partiel. Eurostat propose des statistiques pour le nombre d'heures travaillées par semaine à temps partiel et à temps plein,.
Ces statistiques ne sont pas directement comparables avec les précédentes. L'OCDE recense le nombre d'heures de travail annuel alors qu'Eurostat le fait sur une base hebdomadaire. Le nombre de semaines travaillées pouvant différer selon les pays, il n'est pas aisé de passer directement de l'un à l'autre.
Ces statistiques permettent de constater de grandes disparités selon les pays. Pour un temps de travail comparable à temps plein, l'Allemagne et la Roumanie ont un temps de travail à temps partiel très différent (17,9 h pour l'Allemagne, 24,4 h pour la Roumanie). Dans l'autre sens, la Norvège et la Turquie ont un temps de travail à temps partiel similaire (respectivement 19,5 h et 20 h), mais le temps de travail à temps complet est de 39,2 h en Norvège contre 53,6 h en Turquie.

### Stabilisation du temps de travail?
Depuis les années 1950, le temps de travail a baissé aux États-Unis de 2 010 heures annuelles à 1 785 heures annuelles en 2007, soit davantage qu'en Corée du Sud et autant qu'au Japon. À la fin des années 1990, alors qu'il n'y a pas de restriction quant à la durée légale de travail hebdomadaire, le temps de travail moyen était de 40 heures. Cependant, de nombreux travailleurs faisaient plus d'heures que le temps de travail hebdomadaire, sous forme d'heures supplémentaires. Par exemple, dans des secteurs comme la distribution, un minimum d'heures supplémentaires est demandé[réf. nécessaire] (4 heures de plus pour les managers de Walgreens). En France, le temps de travail officiel était de 39 heures jusqu'en 2000.
La semaine de 40 heures ne s'applique que pour le salaire du travail de base. Légalement, dans les pays avec des restrictions de durée légale, les salariés peuvent travailler davantage que cette durée, mais les entreprises doivent alors payer un pourcentage (comme 50 %) en plus pour chaque heure supplémentaire. Ce pourcentage est généralement de plus en plus élevé alors que le nombre d'heures par semaine s'élève.
L'évolution à la baisse du temps de travail est généralisée à l'ensemble des pays de l'OCDE. En moyenne, dans les pays de l'OCDE, le travail représentait plus de 2 000 heures par an en 1970, contre un peu moins de 1 750 heures en 2010. Cela représente une baisse d'environ 5 heures par semaine, sans prendre en compte les semaines de congés ou les jours fériés, variables selon les pays. Cette moyenne masque de grandes disparités, y compris au sein d'une même zone économique. Le temps de travail moyen était inférieur à 1 500 heures par an en 2010 en Allemagne, contre plus de 2 000 heures en Grèce.

## Temps partiel
Le travail à temps partiel désigne les personnes qui travaillent en dessous de la durée légale ou de celle définie dans les conventions collectives. La définition de temps partiel peut donc être variable comme l'illustrent différentes entreprises aux États-Unis en 2001 : McDonald's considérait le temps partiel comme débutant en dessous de 28 heures par semaine, Gap en dessous de 30 heures, Starbucks en dessous de 20 heures et Wal-Mart en dessous de 28 heures.
Dans l'Union européenne, en 2011, le travail à temps partiel concernait 18,8 % de tous les employés : en particulier, les femmes puisque la proportion monte à 31,6 % chez elles. Les Pays-Bas ont largement recours au temps partiel : presque la moitié (48,5 %) des employés sont à temps partiel.
Le recours au temps partiel peut être un choix de l'employé afin de consacrer son temps à d'autres activités. Le cas inverse peut également se présenter, lorsque l'employé aimerait travailler davantage mais n'en a pas la possibilité. On parle alors de temps partiel subi. En France en 2010, 6 % des actifs, soit 1,5 million de personnes étaient à temps partiel mais auraient aimé travailler davantage, ce qui grimpe à 70 % quant aux femmes. La proportion est similaire en Allemagne, où elle atteint 72 % et où 2 millions de personnes à temps partiel aimeraient travailler plus.
Concernant ceux qui font le choix de travailler moins, en France, 31 % des personnes à temps partiel le font pour s'occuper de leurs enfants. Presque toutes ces personnes sont des femmes (91 %). La distinction entre hommes et femmes peut se faire dès le recrutement, où 41 % des femmes recrutées en CDD le sont à temps partiel, 16 % pour les hommes. Les proportions baissent respectivement à 31 % et 6 % quand le recrutement est fait en CDI.
Ce temps réduit de travail, surtout lorsqu'il n'est pas souhaité, ne permet pas forcément d'atteindre un revenu suffisant. C'est pourquoi 39 % des travailleurs à temps partiel toute l'année ont un revenu inférieur au seuil de pauvreté. Cela est néanmoins à nuancer puisque les revenus du ménage, si plusieurs personnes travaillent, peuvent permettre de dépasser le seuil de pauvreté. En prenant en compte les revenus du ménage, il y a 11 % de travailleurs pauvres parmi les travailleurs à temps partiel, contre 5 % chez les travailleurs à temps complet.

## Prospective
Le réchauffement climatique est susceptible d'avoir un impact sur la façon de travailler, en obligeant à produire un effort supplémentaire. Selon l’Organisation internationale du travail, les prévisions les plus optimistes concernant le niveau de réchauffement entraineraient d’ici 2030 une réduction de 2,2 % du temps de travail mondial en raison du stress thermique.